# Божа Николић
Божа Николић (1965 - 2004, код Новог Сада) био је српски певач, композитор и текстописац ромског порекла. Започео је каријеру у бенду Ципирипи, а сарађивао је и стварао за многе певаче: Дару Бубамару, Микицу Бојанића, Недељка Бајића Бају, Индиру Радић, Маринка Роквића, Ану Бекуту, Вики Миљковић и многе друге. Најпознатији је по песмама Марија и Икона. Погинуо је у саобраћајној несрећи 2004. године у близини Новог Сада на аутопуту Нови Сад - Београд. Снимио је дует Отрове мој са Наташом Ђорђевић.

## Дискографија

### Албуми

#### Са групомЦипирипи
- Дема, девла (ПГП РТС, 1996)[4]

#### Самостално
- Отишла је пријатељу (Grand Production, 1998)
- Марија (Grand Production, 2000)
- Неверна жено (Grand Production, 2002)
- Успомена на Божу Николића (Grand Production, 2004, постхумно)[5]